# Stella Jongmans
Stella Jongmans (née le 17 mai 1971 à Voorburg) est une athlète néerlandaise spécialiste du 800 mètres.

## Carrière

### Palmarès
| Année | Compétition                    | Lieu      | Résultat | Performance   |
| ----- | ------------------------------ | --------- | -------- | ------------- |
| 1989  | Championnats d’Europe junior   | Varaždin  | 3e       | 2 min 04 s 76 |
| 1992  | Championnats d’Europe en salle | Gênes     | 5e       | 2 min 03 s 50 |
| 1994  | Championnats d’Europe en salle | Paris     | 4e       | 2 min 01 s 85 |
| 1995  | Championnats du monde en salle | Barcelone | 5e       | 2 min 01 s 14 |
| 1995  | Universiade                    | Fukuoka   | 1er      | 2 min 02 s 13 |
| 1996  | Championnats d’Europe en salle | Stockholm | 2e       | 2 min 01 s 88 |
| 1997  | Championnats du monde          | Athènes   | 8e       | 2 min 05 s 50 |

### Records
| Épreuve    | Performance   | Lieu   | Date         |
| ---------- | ------------- | ------ | ------------ |
| 800 mètres | 1 min 58 s 95 | Zurich | 16 août 1995 |

| Épreuve    | Performance   | Lieu   | Date           |
| ---------- | ------------- | ------ | -------------- |
| 800 mètres | 2 min 00 s 60 | Erfurt | 2 février 2000 |